# Слідство ведуть ЗнаТоКі. Без ножа і кастета
Слідство ведуть ЗнаТоКи. Без ножа і кастета — радянський художній детективний телефільм 1988 року з серії фільмів «Слідство ведуть ЗнаТоКі».

## Сюжет
На прийом до генерала міліції приходить москвич Охтін, недавній новосел. Він скаржиться на жахливий стан будинку і бездіяльність ЖЕКу № 23, до якого належить будинок. Проблеми ЖКГ не відносяться до компетенції міліції, але Охтін згадує про проведені ЖЕКом дивні ремонти в будинках, що підлягають знесенню; генерал дає вказівку почати перевірку діяльності ЖЕКу № 23. Справа дістається ЗнаТоКам. Напучуючи, генерал каже їм: «Мова йде не про пересічну господарську справу. Якщо хочете, мова йде про престиж радянської влади».
Щоб не злякати начальника ЖЕКу Мусницького, розслідування ведеться під виглядом звичайної бухгалтерської перевірки. Факти розкрадань виявляються відразу: величезні суми, які виділяються ЖЕКу на благоустрій прибудинкової території, зникають безслідно; оформляються за документами ремонти в будинках, що йдуть під знос, а закуплені матеріали вивозяться і продаються «наліво»; в будинках, де профінансований капітальний ремонт, подекуди пофарбували стіни в під'їздах і на цьому все закінчилося; у підмінному фонді, призначеному для тимчасового відселення мешканців ремонтованих квартир, Мусницький організував приватний готель, де за великі гроші проживають найрізноманітніші люди, серед яких є кримінальники, що переховуються від закону. Мешканці розповідають, що домогтися робіт по ремонту квартир, які ЖЕК зобов'язаний проводити сам, можна тільки за хабар.
Мусницький поводиться зухвало нахабно, він абсолютно впевнений у своїй невразливості. У репліках Мусницького прослизають натяки на те, що злочинними доходами він ділиться з високими чинами, які просувають його кар'єру. Мусницький не має ніяких стягнень, тільки заохочення і подяки від начальства. Як тільки він дізнається щодо чого ведеться слідство, він мобілізує всі зв'язки. Б'ють одного з мешканців, які подали офіційні заяви в міліцію, причому оголошення про побиття розклеюються по всьому мікрорайону — заяви починають забирати. 
На Знаменського приходять наклепницькі доноси, потім на нього починають тиснути через сім'ю: тему його матері не включають в план інституту (від цього у неї трапляється серцевий напад), а на питання про причини відверто натякають, що її син «повинен бандитів ловити, а не займатися ЖЕКами». Генерала викликають на нараду, де, за його припущеннями, будуть рекомендувати закрити справу за малозначністю. Він вирішує завдати попереджуючого удару і вимагає від Знаменського підготувати довідку про найпоказовіші з уже розкритих і доведених «витівок» Мусницького. Це зовсім не важко, адже тільки по одному епізоду розслідуваної справи сума розкрадань перевищує 100 тисяч рублів (на момент виходу фільму — державна ціна десяти найпрестижніших на той час радянських легкових автомобілів «Волга»). Генерал розраховує, що після озвучення кричущих фактів «заступники» просто не зважаться говорити про закриття справи. Так і відбувається. Заручившись надійними доказами, Знаменському вдається довести справу до затримання Мусницького.
Паралельно з основною сюжетною лінією є ще одна, майже незалежна. Софія Рашидівна Нарзоєва, колишня дружина валютника, який отримав багато років тому вищу міру покарання, живе у прекрасній квартирі, перебуваючи прибиральницею в ЖЕКу № 23. Як з'ясовується, Мусницький в юності мав теплі почуття до Софії, тепер бажає одружити свого сина і її дочку. Але її дочці Ізабеллі «раптово» підвернувся прекрасний наречений Алік, який відрекомендувався відповідальним працівником МЗС, який часто виїжджає за кордон. Алік каже, що зачарований Ізабеллою, відверто намагається сподобатися потенційній тещі, буквально затягує Ізабеллу у РАЦС (під тим приводом, що для нового закордонного відрядження йому потрібна офіційна дружина). 
Насправді Алік — аферист, шахрай і злодій на довірі. Зі своєю спільницею — кравчинею Софії Рашидівни, — він дізнався, що Нарзоєва живе на залишки золота і коштовностей, які колись сховав її чоловік від конфіскації, і тепер одружився з Ізабеллою, щоб оселитися в її квартирі і знайти схованки, де зберігаються цінності. Після довгих і наполегливих пошуків Алік знаходить одну зі схованок з монетами. При спробі реалізації знайдених у Нарзоєвої червінців Аліка і навідницю заарештовують. Монети вдається впізнати, тому що вони є унікальними — це фальшиві золоті миколаївські червінці, виготовлені злочинцями на справжніх верстатах імператорського монетного двору, невідомим шляхом здобутих фальшивомонетниками; від справжніх монет царського карбування вони відрізняються дуже високою пробою використаного золота. Саме такі монети були знайдені під час обшуку у 1950-х роках в квартирі Нарзоєва.

## Ролі та виконавці

### Головні ролі
- Георгій Мартинюк —  Знаменський Павло Павлович
- Леонід Каневський —  Томін Олександр Миколайович
- Ельза Леждей —  Кібріт Зінаїда Янівна

### У ролях
- Олександр Бєлявський —  Максим Семенович Мусницький
- Лідія Федосеєва-Шукшина —  Софія Рашидівна Нарзоєва
- Павло Морозенко —  генерал-лейтенант
- Павло Бєлозьоров —  Микола Олександрович Фролов, оперативник
- Олена Костіна —  Ізабелла Нарзоєва
- Микола Глинський —  Алік Лямін
- Володимир Єршов —  Алтинов, головний інженер ЖЕКу
- Расмі Джабраїлов — кримінальник, А. Д. Нелідов, відсидів 15 років за бандитизм
- Віктор Шуляковський —  «Халат», розкрадач
- Станіслав Кабешев —  Охтін
- Алла Котельникова —  Анна Трохимівна, мешканка будинку, що ремонтується
- Олександр Пермяков —  ревізор
- Іван Уфімцев —  мешканець квартири з протікаючим дахом
- Віктор Власов —  Фуфирін
- Сергій Баталов —  мешканець, що скаржиться на відсутність води
- Геннадій Донягін —  капітан міліції
- Михайло Єремєєв —  мешканець, який забрав заяву
- Альфред Зінов'єв — епізод
- Леонід Карєєв — епізод
- Ірина Павлова — епізод
- Радій Афанасьєв — епізод
- Майя Полянська — епізод
- Євген Тетервов — епізод
- Сергій Чонішвілі — епізод

## Знімальна група
- Режисер — В'ячеслав Бровкін
- Сценаристи — Олександр Лавров, Ольга Лаврова
- Оператор — Владислав Єфімов
- Композитор — Давид Тухманов
- Художники — Рафаель Акопов, Валерія Ямковська